# Château de La Baume-de-Transit
Le château de La Baume-de-Transit, est un château médiéval, construit en plusieurs étapes, entre le XIIe siècle et XVIe siècle, à La Baume-de-Transit, dans le département de la Drôme.

## Histoire
Les premières traces du château datent du XIIe siècle. Durant les guerres contre Aymar de Poitiers, au siècle suivant, Simon de Montfort détruit une partie de l'édifice, en même temps que le village. Sa reconstruction reprend, à la demande de Diane de Poitiers, et le donjon est bâti au XVe siècle. Il a fait l'objet de nouveaux combats entre le Comte de Suze et les huguenots, en 1574.
Le château est classé au titre des monuments historiques le 22 juillet 1980.